# سافلوریت
سافلوریت (به انگلیسی: Safflorite) با فرمول شیمیایی CoAs2 از مجموعه کانی هاست و  قابلیت هدایت الکتریکی دارد. از واژة آلمانی سافلور Saflor به معنای رنگین اقتباس گردیده‌است.  در اسیدنیتریک حل می‌شود. Co:۲۸٫۲۳٪  As:۷۱٫۷۷٪  همراه با ادخال‌های Fe,Ni,S برای اولین بار در آلمان شرقی کشف شد و از نظر شکل بلور: منشورهای ناقص با اضلاع طویل - ماکل کامل، رنگ: سفید قلعی - خاکستری - سفید که به مرور زمان سیاه می‌شود.، شفافیت: کدر(اپاک)، شکستگی: صدفی - نامنظم، جلا: فلزی، رخ: ناقص - مطابق با سطح، سیستم تبلور: ارترومبیک و در رده‌بندی سولفور است همچنین خاصیت مغناطیسی ندارد و منشأ تشکیل آن هیدروترمال است.
همایند کانی‌شناسی (پارانژ) آن اشعة X و واکنش‌های شیمیائیاسکوترودیت - کلوآنتیت - آرسنوپیریت- ایولینیگیت- اسکوترودیت و غیره است
، از نظر ژیزمان  بلورهای کامل - آگرگات توده‌ای و دانه‌ای کمیاب ; آلمان غربی و شرقی، چک و اسلواکی، کانادا، ایتالیا و سوئد یافت می‌شود.

## منبع
- پردیس کشاورزی ایران